# Битва за Яркенд
Битва за Яркенд  ( китайский :葉爾羌戰役)  — битва, в которой вооруженные силы Хуэй были отправлены в Яркенд, где они вошли в новый город и помогли его защитникам против хотанских уйгуров . Когда 26 мая город сдался уйгурам, хуэйской кавалерии и мирным жителям было разрешено переехать, но затем они были убиты в Кызыле. В Янги-Хисаре последовала еще одна резня Хуэй со стороны уйгуров. 

## История
Ещё до прихода повстанцев кашгарский губернатор тов. Ма Шаоу тоже начал борьбу за независимость. Генеральный консул СССР в Кашгаре Ф. Е. Ткачёв сообщил НКИД, что 31 января 1933 года его посетил Ма Шаоу, который интересовался оценкой событий в Синьцзяне и просил оказать помощь оружием, валютой и войсковыми частями. Одновременно он предлагал консулу осмотреть аэродром и определить его пригодность для эксплуатации. Замнаркома Л. М. Карахан 4 февраля 1933 года направил Генеральному консулу СССР телеграмму, в которой в категорической форме предписал не вести никаких разговоров на темы, связанные с внутренним положением в Синьцзяне, и, тем более, о каком-либо вмешательстве во внутренние дела.
После захвата повстанцами Кашгара дунгане поддержали губернатора Ма Шаоу (тоже дунганина), который продолжал исполнять свои обязанности. Параллельно с этим летом 1933 года Сабит Дамулла и Мухаммад Эмин Бугра объявили о создании независимой Восточно-Туркестанской Исламской республики. В отличие от кумульцев, они требовали создания полностью автономного государства, никак не зависящего от Синьцзяна и Китая, и выступали не только против ханьцев-иноверцев, но и против дунган. 12 ноября 1933 года в Кашгаре была созвана Национальная ассамблея, принята конституция, государственные символы. Президентом страны заочно объявлялся Нияз-ходжа, премьер-министром — Сабит Дамулла

### Влияние Афганистана

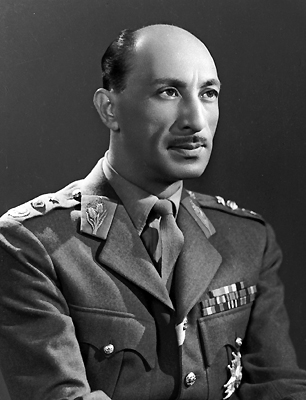
Захир Шах

Также в 1933 году к власти пришел монарх Королевства Афганистан Мохаммед Захир Шах. Он возобновил курс на модернизацию, намеченный некоторыми его предшественниками, и установил дипломатические отношения со многими европейскими державами. Наблюдая за раздробленным состоянием Китая, Афганистан направил небольшой экспедиционный корпус вверх по Ваханскому коридору в Восточный Туркестан для поддержки сепаратистского движения южных уйгуров в Восточном Туркестане, надеясь, что успешное восстание ослабит его потенциально могущественного северо-восточного соседа. в 1934 году настанет перемирие, связанных с националистическим центральным правительством Китая, а большая часть войск афганского экспедиционного корпуса была убита в битве при Кашгаре и битве при Яркенде. В то время как афганские намерения в западном Китае никогда не сводились к потенциальному созданию дружественного буферного государства, Афганистан определенно хотел расширить свои границы на юг в Британскую Индию (ныне Пакистан), возможно, даже получив доступ к Аравийскому морю. Однако страна была слишком слаба, чтобы бросить вызов Британской империи.

## См.также
• Уйгуры
• Яркенд
• Кумульское Восстание